# Tour de Pologne 1976
33. edycja wyścigu kolarskiego Tour de Pologne odbyła się w dniach 25 sierpnia – 5 września 1976. Rywalizację rozpoczęło 101 kolarzy, a ukończyło 72. Łączna długość wyścigu – 1541 km.
Pierwsze miejsce w klasyfikacji generalnej zajął Janusz Kowalski (Polska), drugie Jan Brzeźny (Stal I), a trzecie Hans Joachim Vogel (NRD). 
W wyścigu nie startowali wszyscy najlepsi polscy zawodnicy, którzy równolegle z TdP ścigali się w RFN, w Nadrenii. Zwycięzca prologu i pierwszego etapu Stanisław Szozda wycofał się 28 września z przyczyn zdrowotnych (planowana operacja przepukliny). Z zagranicznych ekip w wyścigu startowały reprezentacje NRD, Czechosłowacji, Kuby i Austrii (Włosi, Norwegowie i Belgowie mimo wcześniejszych zapowiedzi nie przyjechali do Polski). Sędzią głównym wyścigu był Zbigniew Kubisiak.

## Etapy
| Etap      | Data        | Start - meta                           | Długość (km)            | Zwycięzca etapu   | Lider            |
| prolog    | 25 sierpnia | Warszawa (prolog o Memoriał H. Łasaka) | 42                      | Stanisław Szozda  | Stanisław Szozda |
| I etap    | 26 sierpnia | Warszawa – Brodnica                    | 171                     | Stanisław Szozda  | Stanisław Szozda |
| II etap   | 27 sierpnia | Kowalewo – Piła                        | 176                     | Ireneusz Walczak  | Ireneusz Walczak |
| III etap  | 28 sierpnia | Piła – Gorzów Wielkopolski             | 169                     | Janusz Kowalski   | Janusz Kowalski  |
| IV etap   | 29 sierpnia | Gorzów Wielkopolski – Głogów           | 170                     | Janusz Bieniek    | Janusz Kowalski  |
| V etap    | 30 sierpnia | Lubin - Wałbrzych                      | 144                     | Jan Brzeźny       | Janusz Kowalski  |
| VI etap   | 31 sierpnia | Wałbrzych - Kamienna Góra              | 27 (jazda ind. na czas) | Janusz Pożak      | Janusz Kowalski  |
| VII etap  | 2 września  | Wałbrzych - Prudnik                    | 150                     | Wojciech Matusiak | Janusz Kowalski  |
| VIII etap | 3 września  | Głogówek - Zawiercie                   | 157                     | Michal Klasa      | Janusz Kowalski  |
| IX etap   | 4 września  | Zawiercie - Tarnów                     | 165                     | Michal Klasa      | Janusz Kowalski  |
| X etap    | 5 września  | Tarnów - Rzeszów                       | 172                     | Wiesław Warenik   | Janusz Kowalski  |

## Końcowa klasyfikacja generalna

### Klasyfikacja indywidualna
| Poz. | Zawodnik              | Kraj   | Zespół    | Czas (średnia km/h)       |
| ---- | --------------------- | ------ | --------- | ------------------------- |
| 1.   | Janusz Kowalski       | Polska | Polska    | 35h 16' 27" (42,495 km/h) |
| 2.   | Jan Brzeźny           | Polska | Stal I    | +00' 08"                  |
| 3.   | Hans Joachim Vogel    | NRD    | NRD       | +06' 29"                  |
| 4.   | Franciszek Ankudowicz | Polska | Gwardia   | +06' 41"                  |
| 5.   | Ryszard Wawrzuta      | Polska | LZS       | +04' 52"                  |
| 6.   | Gottfried Preissing   | NRD    | NRD       | +07' 39"                  |
| 7.   | Marian Majkowski      | Polska | Włókniarz | +07' 46"                  |
| 8.   | Bernard Drogan        | NRD    | NRD       | +08' 18"                  |
| 9.   | Karl Dietrich Diers   | NRD    | NRD       | +08' 37"                  |
| 10.  | Siegbert Schmeisser   | NRD    | NRD       | +08' 42"                  |

### Klasyfikacja drużynowa
| 1. | Polska  | 105h 45' 58" |
| 2. | NRD     | +09' 15"     |
| 3. | Stal I  | +13' 10"     |
| 4. | Legia I | +15' 53"     |
| 5. | LZS I   | +39' 31"     |

### Klasyfikacja najaktywniejszych
| 1. | Jan Brzeźny      | Polska | 120 pkt |
| 2. | Janusz Kowalski  | Polska | 17 pkt  |
| 3. | Tadeusz Mytnik   | Polska | 14 pkt  |
| 4. | Jan Synowiecki   | Polska | 8 pkt   |
| 5. | Ireneusz Walczak | Polska | 6 pkt   |

### Klasyfikacja górska
| 1. | Jan Brzeźny | Polska | ? |